# Geelhartje
Het geelhartje (Linum catharticum) is een eenjarige of tweejarige plant die behoort tot de vlasfamilie (Linaceae). De soort staat op de  Nederlandse Rode lijst van planten als vrij zeldzaam en sterk afgenomen. De plant komt van nature voor in Eurazië.
De plant wordt 5-20 cm hoog en heeft een gaffelvormig vertakte, houtige stengel. De tegenoverstaande 0,6-1 cm lange bladeren zijn smal-ovaal tot lancetvormig. Voor de bloei zijn de bloemen knikkend.
Het geelhartje bloeit van juni tot augustus met 3-5 mm grote, witte bloemen, die een geel hartje hebben. Vandaar de naam geelhartje. Op de 2,5-3 mm lange kelkblaadjes zitten langs de randen knopklierharen. De bloeiwijze is een samengesteld gevorkt bijscherm.
De vrucht is een bolronde doosvrucht.
De plant komt voor op vochtige tot vrij natte grond in duinvalleien, kalkgrasland, heide op leem en op zandplaten.

## Gebruik
De zaden kunnen als laxeermiddel gebruikt worden.